# Anerood Jugnauth
Sir Anerood Jugnauth (Vacoas-Phoenix, 29 marzo 1930 – Curepipe, 3 giugno 2021) è stato un politico mauriziano, Presidente di Mauritius per due mandati consecutivi, dal 2003 al 2012.
È stato anche primo ministro del Paese, per tre mandati: dal 1982 al 1995, dal 2000 al 2003 e dal 2014 al 2017, quando passò il testimone al figlio Pravind Jugnauth.